# Ферлесс-Гіллс (Пенсільванія)
Фейрлесс-Хіллс (англ. Fairless Hills) — переписна місцевість (CDP) в США, в окрузі Бакс штату Пенсільванія. Населення — 9041 особа (2020).

## Географія
Ферлесс-Гіллс розташований за координатами 40°10′40″ пн. ш. 74°51′3″ зх. д. / 40.17778° пн. ш. 74.85083° зх. д. (40.177667, -74.850960).  За даними Бюро перепису населення США в 2010 році переписна місцевість мала площу 5,05 км², з яких 5,01 км² — суходіл та 0,03 км² — водойми.

## Демографія
Згідно з переписом 2010 року, у переписній місцевості мешкало 8466 осіб у 3333 домогосподарствах у складі 2279 родин. Густота населення становила 1678 осіб/км².  Було 3456 помешкань (685/км²).
Расовий склад населення:
| - 87,3 % — білих - 5,6 % — азіатів - 3,8 % — чорних або афроамериканців - 0,1 % — корінних американців - 1,2 % — осіб інших рас |

До двох чи більше рас належало 2,1 %. Частка іспаномовних становила 3,6 % від усіх жителів.
За віковим діапазоном населення розподілялося таким чином: 22,5 % — особи молодші 18 років, 64,8 % — особи у віці 18—64 років, 12,7 % — особи у віці 65 років та старші. Медіана віку мешканця становила 40,0 року. На 100 осіб жіночої статі у переписній місцевості припадало 91,7 чоловіків;  на 100 жінок у віці від 18 років та старших — 89,5 чоловіків також старших 18 років.
Середній дохід на одне домашнє господарство  становив 73 176 доларів США (медіана — 61 739), а середній дохід на одну сім'ю — 92 189 доларів (медіана — 80 387). Медіана доходів становила 53 707 доларів для чоловіків та 41 673 долари для жінок. За межею бідності перебувало 8,7 % осіб, у тому числі 12,8 % дітей у віці до 18 років та 7,7 % осіб у віці 65 років та старших.
Цивільне працевлаштоване населення становило 4632 особи. Основні галузі зайнятості: освіта, охорона здоров'я та соціальна допомога — 28,7 %, роздрібна торгівля — 19,0 %, виробництво — 9,0 %, мистецтво, розваги та відпочинок — 8,6 %.